# Bétacyanine
Les bétacyanines (parfois bétanines) sont des pigments azotés d'un rouge violacé de la famille des bétalaïnes. Elles sont contenues dans les plantes de la famille des Chenopodiaceae, comme la betterave - genre Beta qui a donné le mot « bétacyanine ». Les bétacyanines sont aussi présentes dans certaines cactaceae telles que le fruit du dragon, appelé aussi par son nom en anglais « pitaya », portulacaceae, et autres.
On compte dans cette famille la bétanine (ou bétacyanine), qui lui donne son nom, l'isobétanine, la probétanine et la néobétanine.